# Flygplan 51
Flygplan 51 (Fpl 51) var den Svenska Försvarsmaktens militära beteckning på Piper PA-18 Super Cub vilket är ett högvingat enmotorigt flygplan som har goda lågfartsegenskaper och kan starta och landa på korta sträckor (STOL).

## Användning i Arméflyget
När Arméflygets försöksverksamhet påbörjades 1954 behövdes ett lämpligt flygplan, som både skulle kunna användas vid flygutbildning samt eldledning. Flygplanet skulle ha goda sväng- och stigprestanda, kunna bära två man (pilot samt flygelev alternativt eldobservatör) samt medge fotografering åt sidan, snett framåt och nedåt. Det flygplanet som fanns vara lämpligast var Piper PA-18.
1958 levererades sex stycken PA-18-150 till Arméflyget och gavs beteckningen Flygplan 51A (Fpl 51A). En andra omgång om sex flygplan (PA-18-150, L-19) levererad 1959 och fick beteckningen Fpl 51B. 1963 levererades så en tredje omgång om sex Fpl 51B. Dessa flygplan anskaffades för att ersätta Fpl 51A, som nu försåldes till olika flygklubbar (flygplanen kvarstod dock i krigsorganisationen). Så 1966 levererades en fjärde och sista omgång av elva Fpl 51B.
Flygplanet användes främst till skolflygning samt för eldobservation och eldledning. Fpl 51 var ett driftsäkert och fältmässigt flygplan som var i tjänst fram till 1974 och kom att ersättas av Flygplan 61.

## Flygplansindivider
| Tillv. serienr | Militärt reg nr | FPL 51_ | Tjänst i Arméflyg | Kommentar            | Bild |
| -------------- | --------------- | ------- | ----------------- | -------------------- | ---- |
| 18-6520        | 51257           | A       | 1958 - 1963       |                      |      |
| 18-6521        | 51258           | A       | 1958 - 1963       |                      |      |
| 18-6454        | 51259           | A       | 1958 - 1963       |                      |      |
| 18-6455        | 51260           | A       | 1958 - 1963       |                      |      |
| 18-6458        | 51261           | A       | 1958 - 1963       |                      |      |
| 18-6445        | 51262           | A       | 1958 - 1963       |                      |      |
| 18-6804        | 51251           | B       | 1959 - 1967       | Havererad 1967-03-06 |      |
| 18-6802        | 51252           | B       | 1959 - 1973       |                      |      |
| 18-6805        | 51253           | B       | 1959 - 1966       | Havererad 1966-03-02 |      |
| 18-6806        | 51254           | B       | 1959 - 1973       |                      |      |
| 18-6801        | 51255           | B       | 1959 - 1973       |                      |      |
| 18-6803        | 51256           | B       | 1959 - 1973       |                      |      |
| 18-7918        | 51452           | B       | 1963 - 1973       |                      |      |
| 18-7919        | 51246           | B       | 1963 - 1973       |                      |      |
| 18-7920        | 51247           | B       | 1963 - 1973       |                      |      |
| 18-7921        | 51248           | B       | 1963 - 1973       |                      |      |
| 18-7922        | 51249           | B       | 1963 - 1973       |                      |      |
| 18-7923        | 51250           | B       | 1963 - 1963       | Totalförstörd 1963   |      |
| 18-8541        | 51234           | B       | 1966 - 1973       |                      |      |
| 18-8542        | 51235           | B       | 1966 - 1974       |                      |      |
| 18-8544        | 51236           | B       | 1966 - 1973       |                      |      |
| 18-8545        | 51237           | B       | 1966 - 1974       |                      |      |
| 18-8547        | 51238           | B       | 1966 - 1973       |                      |      |
| 18-8600        | 51239           | B       | 1966 - 1973       |                      |      |
| 18-8602        | 51240           | B       | 1966 - 1970       | Havererad 1970-02-24 |      |
| 18-8441        | 51241           | B       | 1966 - 1973       |                      |      |
| 18-8361        | 51242           | B       | 1966 - 1973       |                      |      |
| 18-8362        | 51243           | B       | 1966 - 1966       | Havererad 1966-07-01 |      |
| 18-8363        | 51244           | B       | 1966 - 1973       |                      |      |

1. ↑  Det militärt registreringsnummer är ett unikt individnummer som Flygvapnets luftfartyg är registrerat med i det (svenska) militära luftfartygsregistret.